# 坦托尼
坦托尼（Thanthoni），是印度泰米尔纳德邦Kapur县的一个城镇。总人口31541（2001年）。

## 人口
该地2001年总人口31541人，其中男性15930人，女性15611人；0—6岁人口3367人，其中男1740人，女1627人；识字率70.52%，其中男性为77.27%，女性为63.63%。